# Audrey McElmury
Audrey McElmury (Northampton (Massachusetts), 24 januari 1943 – Bozeman (Montana), 26 maart 2013) was een Amerikaans wielrenster.
Audrey Phleger, zoals haar geboortenaam luidde, begon haar sportieve loopbaan als planksurfer. Nadat ze haar been gebroken had, stapte ze over op het wielrennen. Pas nadat ze was afgestudeerd aan de Universiteit van Californië in San Diego, was getrouwd met Scott McElmury en een zoon had gekregen, ging ze meedoen aan wielerwedstrijden. In 1966 won ze het nationaal kampioenschap op de weg (dat dat jaar voor het eerst voor vrouwen gehouden werd) en de nationale titel bij de achtervolging.
In 1969 werd ze wereldkampioen op de weg. Ze werd daarmee de eerste Amerikaanse sporter die een wereldtitel bij het wielrennen veroverde sinds 1912, toen Frank Kramer wereldkampioen sprint werd. Naar verluidt was haar overwinning zo onverwacht, dat de huldiging moest worden uitgesteld, omdat er geen opname van het Amerikaanse volkslied voorhanden was.
In dat jaar vestigde ze het nationaal uurrecord, een record dat pas 21 jaar later werd verbeterd.
In 1970 werd ze opnieuw nationaal kampioen op de weg en bij de achtervolging. Spoedig daarna scheidde ze en trouwde ze met de wielrenner Michael Levonas. Nadat ze bij een ongeluk hersenletsel had opgelopen, beëindigde McElmury haar sportieve carrière.
Samen met haar tweede man schreef ze het boek Bicycle Training for Triathletes.